# Минчин, Эдвард Альфред
Эдвард Альфред Минчин (англ. Edward Alfred Minchin; 26 февраля 1866, Уэстон-сьюпер-Мэр — 30 сентября 1915, Селси) — британский зоолог, специалист по систематике губок и простейших. Член Лондонского Королевского общества с 1911 года.

## Биография
Эдвард Альфред Минчин родился в Уэстон-сьюпер-Мэр 26 февраля 1866 года в семье Чарльза Минчина и Мэри Лугард. В 1890 году с отличием окончил Кибл-колледж Оксфордского университета. Стипендии, полученные им после окончания университета, позволили ему стажироваться в нескольких научных центрах. Он посетил зоологическую станцию в Неаполе, океанологическую обсерваторию Баньюль-сюр-Мер и биологическую станцию Роскофф. В Гейдельбергском университете он работал под руководством Отто Бючли, в Мюнхенском университете — под руководством Рихарда Гертвига. С 1890 по 1899 год работал демонстратором сравнительной анатомии у Эдвина Ланкестера в Оксфордском университете. С 1898 по 1899 год преподавал биологию в больнице Гая.
В 1899 году стал профессором кафедры зоологии в Университетском колледже Лондона. В 1903 году женился на Флоренс Мод Фонтен. В 1906 назначен профессором кафедры протозоологии в Институте профилактической медицины Листера при Лондонском университете. В 1910 году получил премию Линнеевского общества. В 1911 году был избран членом Королевского общества. Умер 30 сентября 1915 года в Селси.

## Научная деятельность
Научные интересы Минчина связаны с изучением губок и простейших. С 1892 по 1898 годы он провел серию исследований по морфологии, развитию и классификации известковых губок. Изучая особенности личиночного развития известковой губки Leucosolenia variabilis, Минчин доказал, что губки характеризуются особым типом организации, совершенно отличным от кишечнополостных.
Первую оригинальную работу по простейшим Минчин провёл 1893 году. Она была посвящена грегаринам, которые паразитируют в голотуриях. Будучи членом Комиссии по сонной болезни Королевского общества, в 1905 году в Уганде он занимался изучением особенностей жизненного цикла трипаносом. Важным открытием было описание внутриклеточной стадии трипаносомы Trypanosoma lewisii в желудке промежуточного хозяина — блохи. Минчин обнаружил и описал все стадии развития Trypanosoma grayi. Он обнаружил скопление трипаносом этого вида в заднекишечном отделе мухи це-це, что указывает на возможность заражение позвоночного хозяина трипаносомами может происходит не путем укола хоботком (как это происходит при передаче Trypanosoma gambiense), а через проглатывание заражённых фекалий насекомого.

## Публикации
Минчин является автором множества публикаций в научных журналах, статей в Энциклопедии Британника и нескольких учебников.
- Minchin E. A. Memoirs: Materials for a Monograph of the Ascons. I. On the Origin and Growth of the Triradiate and Quadriradiate Spicules in the Family Clathrinidæ (англ.) // Journal of Cell Science. — 1898. — Vol. s2-40, iss. 160. — P. 469–587. — ISSN 0021-9533 1477-9137, 0021-9533. — doi:10.1242/jcs.s2-40.160.469.
- Minchin E. A. Report on the anatomy of the tsetse-fly (Glossina palpalis) (англ.) // Proceedings of the Royal Society of London. Series B, Containing Papers of a Biological Character. — 1905. — Vol. 76, iss. 512. — P. 531–547. — ISSN 2053-9185 0950-1193, 2053-9185. — doi:10.1098/rspb.1905.0046.
- Minchin E. A. and Thomson J. D. The transmission of Trypanosoma lewisi by the rat-flea ( Ceratophyllus fasciatus ). (Preliminary communication.) (англ.) // Proceedings of the Royal Society of London. Series B, Containing Papers of a Biological Character. — 1910. — Vol. 82, iss. 555. — P. 273–285. — ISSN 2053-9185 0950-1193, 2053-9185. — doi:10.1098/rspb.1910.0017.
- Minchin E. A., Gray  A. C. H.  and Tulloch F. M. G. Glossina palpalis in its relation to Trypanosoma gambiense and other trypanosomes (preliminary report) (англ.) // Proceedings of the Royal Society of London. Series B, Containing Papers of a Biological Character. — 1906. — Vol. 78, iss. 525. — P. 242–258. — ISSN 2053-9185 0950-1193, 2053-9185. — doi:10.1098/rspb.1906.0061.
- Minchin E. A. An introduction to the study of the Protozoa, with special reference to the parasitic forms. — London: E. Arnold, 1912. — 552 с.